# Mohamed Ahmed Bashir
Mohamed Ahmed Bashir (23 de maio de 1987) é um futebolista sudanês que atua como meia-atacante.

## Carreira
Mohamed Ahmed Bashir representou o elenco da Seleção Sudanesa de Futebol no Campeonato Africano das Nações de 2012.